# پیراوند
پیراوند وندی است که دو بخش دارد، بخش نخست به ابتدای واژه افزوده می‌شود و بخش دیگر در به پایان آن. پیراوند در زبان مالایی و گرجی رایج است.

## نمونه‌ها

### زبان‌های استرونزیایی
زبان مالایی هشت پیراوند دارد:
per+ریشه+kan
per+ریشه+i
ber+ریشه+an
ke+ریشه+an
pen+ریشه+an
per+ریشه+an
se+ریشه+nya
ke+ریشه+i
برای نمونه، یک پیراوند می‌تواند به واژهٔ adil (به معنی داد، عدل) افزوده شود و واژهٔ keadilan (دادگری، عدالت) را بسازد.